# 大角雷獸
大角雷獸（學名：Embolotherium），又名錘鼻雷獸或雷犀，是雷獸科下一屬已滅絕的哺乳動物，生存於始新世晚期的蒙古。牠的特徵是那在頭顱骨前端上的突出物。這個骨突就像是一個破城鎚。大角雷獸的化石包括有12個頭顱骨、幾個顎骨及其他骨骼部份，都是在內蒙古的古腦木根地區及外蒙古的Irgilin Dzo發現。

## 化石

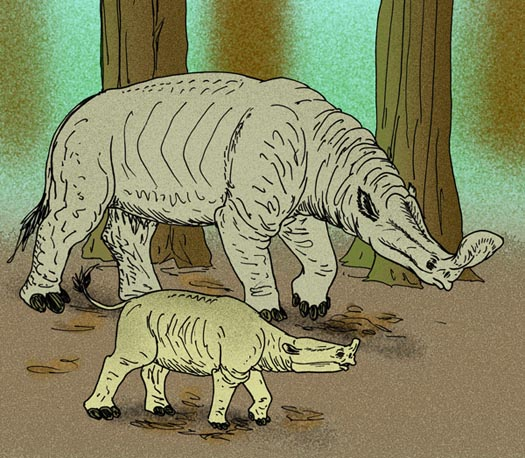
成年E. grangeri與其幼崽的想象圖

大角雷獸的完整骨骼從未被發現，但若與其他雷獸科的頭顱骨作出比較，可以估計其肩高達2.5米。牠不像其他始新世晚期的雷獸，沒有證據顯示牠是兩性異形的。所有已知的標本都有大的鎚，這個鎚是空心及易碎的，與其他北美洲的雷獸科如王雷獸比較，這可能並沒有作為武器的功用。不過這個鎚仍有其他用處，包括互相辨識同類。另外，鼻腔是延伸至鎚的頂端，彷彿成為了一個共鳴管，從而製造聲音。

## 近親
大角雷獸屬下有幾個物種已被命名，包括安氏錘鼻雷獸（E. andrewsi）、E. grangeri、E. louksi、E. ultimum、E. ergilensi及E. efremovi。但是當中似乎只有安氏錘鼻雷獸及E. grangeri是有效的名稱。其他的物種則有可能是這兩個物種的異名，或是根據幼體、損壞的化石及沒有太大分別的標本來命名的。
另外同屬雷獸科的Titanodectes，是與大角雷獸在同一地層發現的幾根顎骨，有可能是來自E. grangeri。原大角雷獸是另一個生存於始新世中期的近親，最明顯的差異是其鎚是較為細少的。

## 大众文化
- 大角雷獸在BBC系列節目《與野獸共舞》中的第二集，一隻母大角雷獸的幼仔在死亡後被安氏中獸奪走後又被母獸奪回。
- 大角雷獸也出現在BBC和Impossible Pictures合力製作的科幻連續劇作品《遠古入侵》第3季第9集,從晚始新世時代的蒙古通過時空異常點來到英國,導致許多正在野餐的英國人被一群大角雷獸又跑又撞下被受到驚嚇以及許多財物損失後來被主角們啟動另一個時空異常點回到屬於他們生存的晚始新世時代。

## 外部連結
- BBC Online（页面存档备份，存于）
- Fact File description